# فاسيل لوماتشينكو
فاسيل لوماتشينكو (بالأوكرانية: Ломаченко Василь Анатолійович) مواليد 17 فبراير 1988 في بيلهورود دنيستروفسكيي، الجمهورية الأوكرانية السوفيتية الاشتراكية هو ملاكم محترف أوكراني يصنف ضمن فئة وزن الريشة. حقق بطولة منظمة الملاكمة العالمية. شارك في دورة الألعاب الأولمبية الصيفية سنة 2008 وحقق الميدالية الذهبية فيها.

## إحصائيات
خاض خلال مسيرته 7 نزالا، فاز في 6 وخسر في 1. فاز بالضربة القاضية في 4 نزالا.

## الميداليات
| الميدالية | المسابقة                       |
| --------- | ------------------------------ |
| ذهبية     | الألعاب الأولمبية الصيفية 2008 |
| ذهبية     | الألعاب الأولمبية الصيفية 2012 |

## وصلات خارجية
- فاسيل لوماتشينكو على موقع IMDb (الإنجليزية)
- فاسيل لوماتشينكو على موقع قاعدة بيانات الفيلم (الإنجليزية)
- فاسيل لوماتشينكو على موقع بوكس ريك (الإنجليزية) (registration required)
- فاسيل لوماتشينكو على موقع اللجنة الأولمبية الدولية (الإنجليزية)
- فاسيل لوماتشينكو على موقع أوليمبيديا (الإنجليزية)

- الموقع الرسمي